# Klaus Kwasniewski
Klaus Kwasniewski (* 25. Dezember 1940) ist ein deutscher ehemaliger Fußballspieler, der in den 1960er Jahren in Lippendorf und Böhlen (Sachsen) Zweitligafußball betrieb.

## Sportliche Laufbahn
Als die Betriebssportgemeinschaft Stahl Lippendorf 1963 aus der drittklassigen II. DDR-Liga in die I. DDR-Liga aufstieg, gehörte zum Mannschaftsaufgebot auch der 22-jährige Klaus Kwasniewski. In der Saison 1963/64 der I. DDR-Liga bestritt er 23 der 30 Ligaspiele und erzielte dabei drei Tore. Die BSG Stahl schaffte es nicht, den Klassenerhalt zu sichern und stieg nach einem Jahr Zweitklassigkeit nach Wegfall der II. DDR-Liga in die nun drittklassige Bezirksliga Leipzig ab.
Kwasniewski gelang es erst 1966 wieder in die Zweitklassigkeit zurückzukehren. Zunächst musste er in der Nationalen Volksarmee 18 Monate lang Wehrdienst ableisten. Zur Fußballsaison 1966/67 schloss er sich dem DDR-Ligisten (die II. DDR-Liga war 1963 eingestellt worden) BSG Aktivist Böhlen an, der gerade aus der Bezirksliga aufgestiegen war. Kwasniewski bestritt jedoch nur in der Hinrunde neun Ligaspiele, in denen er zwei Tore schoss.
In der zweiten Saisonhälfte kehrte Kwasniewski wieder nach Lippendorf zurück. Mit der BSG Stahl spielte er zunächst wieder in der Bezirksliga, stieg mit ihr aber 1968 in die viertklassige Bezirksklasse ab. Nach dem sofortigen Wiederaufstieg absolvierte Klaus Kwasniewski 1969/70 noch eine Bezirksligasaison, beendete danach aber seine Fußballerlaufbahn.